# Jacek Dzisiewicz
Jacek Dzisiewicz (ur. 1951 w Opolu) – polski aktor teatralny, filmowy i dubbingowy. Absolwent Państwowej Wyższej Szkoły Teatralnej i Filmowej w Łodzi 1969-1973.

## Teatr
- 1973–1974 – Teatr im. J. Osterwy w Lublinie
- 1974–1976 – Teatr Polski we Wrocławiu
- 1976–1978 – Teatr Polski w Poznaniu
- 1978–1978 – Teatr Polski w Szczecinie
- 1979–1982 – Teatr im. J. Kochanowskiego w Opolu
- 1982–1984 – Teatr Nowy w Warszawie
- 1984–1986 – Teatr im. J. Kochanowskiego w Opolu
- 1986–1987 – Teatr Dramatyczny w Warszawie
- 1987–1992 – Teatr Narodowy w Warszawie, po podziale w 1990 – Teatr na Woli
- 1992–2001 – Teatr im. J. Kochanowskiego w Opolu
- 2001–2007 – Teatr Nowy w Zabrzu
- Od 2007 – Teatr im. J. Kochanowskiego w Opolu

## Role
- Chłopiec w deszczu w "Dwóch teatrach" Szaniawskiego
- Stach w "Krakowiakach i góralach" Bogusławskiego
- Hrabia Sharm w "Operetce" Gombrowicza
- Macky Majcher w "Operze za 3 grosze" Brechta
- Kaligula w "Kajusie Cezarze Kaligulu" Roztworowskiego
- Konrad w "Wyzwoleniu" Wyspiańskiego
- Superiusz w "Pieszo" Mrożka
- Gustaw-Konrad w "Dziadach" Mickiewicza
- Eryk XIV w "Eryku XIV" Strindberga
- Koczkariow w "Ożenku" Gogola
- Major w "Damach i huzarach" Fredry
- Książę w "Miarce za miarkę" Szekspira
- Król w "Iwonie księżniczce Burgunda" Gombrowicza
- Guślarz w "Dziadach" Mickiewicza
- Gospodarz w "Weselu" Wyspiańskiego
- "Sprawozdanie dla Akademii" Kafki
- "Śmierć pięknych saren" Pavla

## Polski dubbing
- 2007: Wojownicze Żółwie Ninja (wersja TVP) – Narrator
- 2005: Przygody Goździka Ogrodnika – Goździk
- 2004: Małgosia i buciki
- 1997: Witaj, Franklin
- 1996-2000: Ogrodnik Pankracy – Pankracy
- 1994: Karol Wielki
- 1989: Pif i Herkules – Goryl
- 1989: Bouli
- 1988: Bajarz – karczmarz (odc. 6)
- 1987: Starcom: kosmiczne siły zbrojne Stanów Zjednoczonych – gen. Von Dar
- 1987: Diplodo – Santos
- 1986-1988: Troskliwe misie – Dzielny Lew (odc. 47-49)
- 1986-1987: Historie biblijne
- 1986: Chuck Norris i jego karatecy – Super Ninja
- 1985-1991: Gumisie –
  - Olbrzym (odc. 5b),
  - Gumisiowy Rycerz (odc. 28)
- 1981-1989: Smerfy – Ojciec Chrzestny Baltazar (serie VII i IX)
- 1981: Ulisses 31 – Syzyf (odc. 7)

## Filmografia
- 2004-2009: Pierwsza miłość – producent serialu Miłość i kłamstwa
- 2004-2006: Fala zbrodni –
  - Buła (odc. 28)
  - przewodniczący klubu parlamentarnego (odc. 62-63, 73)
- 2000: Gunblast Vodka
- 1988: Chichot Pana Boga
- 1975: Żelazna obroża – Grześ
- 1974: Awans

## Nagrody i wyróżnienia
- 1985 – nagroda za rolę Kaliguli w "Kajusie Cezarze Kaligulu" na Festiwalu Klasyki Polskiej w Opolu
- 1986 – nagroda za rolę Konrada w "Wyzwoleniu" Wyspiańskiego na Festiwalu Klasyki Polskiej w Opolu
- 1987 – Nagroda Artystyczna Młodych im. Stanisława Wyspiańskiego
- 1990 – laureat plebiscytu "Złota Maska" oraz nagroda wojewody opolskiego
- 1990 – uhonorowanie Srebrnym Krzyżem Zasługi oraz medalem Zasłużony dla Śląska Opolskiego